# SOR C 9,5
SOR C 9,5 – autobus międzymiastowy klasy Midi produkowany w fabryce SOR Libchavy w Czechach.

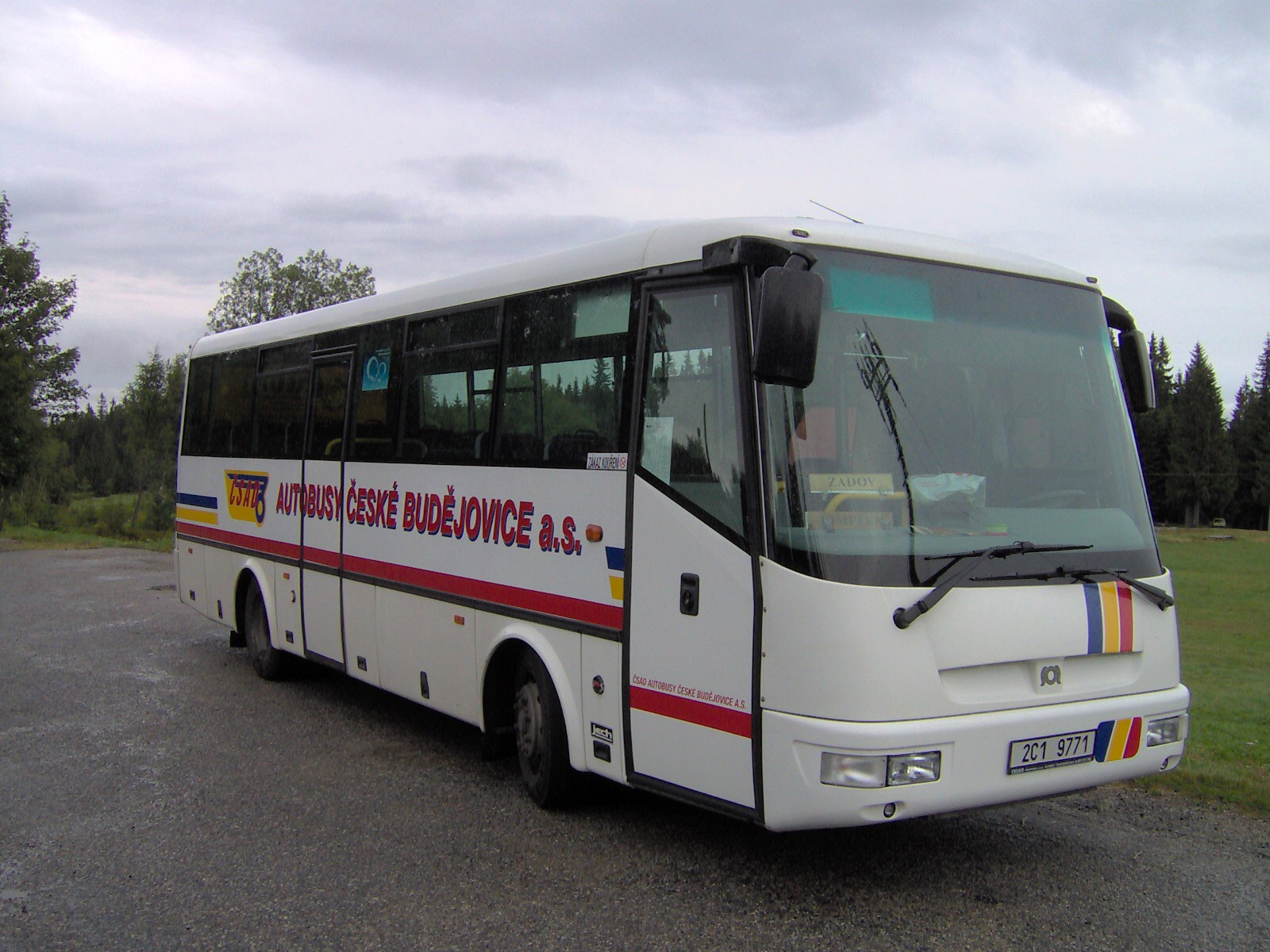
SOR C 9,5

Produkowany od 1997 roku pojazd jest drugim pod względem wielkości przedstawicielem średniopodłogowej serii C .Nadwozie o długości 9,63 metra posiada dwoje drzwi w układzie 1-1-0,1-2-0, lub 1-0-1.Wewnątrz mieści się 61 pasażerów, w tym 27-33 na miejscach siedzących. Z tyłu znajduje się układ napędowy składający się ze silnika NEF 67 o mocy 250 KM, manualnej 6-biegowej skrzyni biegów ZF oraz osi napędowej DANA .